# Jalkapallon suomenmestaruuskilpailut 1926
Osmnáctý ročník Jalkapallon suomenmestaruuskilpailut (Finského fotbalového mistrovství) se konal za účastí čtyř klubů v roce 1926.
Vítězem turnaje se stal potřetí ve své klubové historii HPS, který porazil ve finále TPS 5:2.